# ميثوديوس أنثراكيتس
كان ميثوديوس أنثراكيتس (1660–1736) رجل دين أرثوذكسي يوناني، ومؤلف، ومعلم، وعالم رياضيات، وعالم فلك، وفيزيائي، وفيلسوف.
أدار أنثراكيتس مدارس جيوميوس وإبيفانيوس في يوانينا، وأيد استخدام لغة الشعب في التعليم بدلًا من الأشكال القديمة للغة اليونانية. خاض جدلًا حادًا بشأن «الكوريداليسية»، ومن المعروف أنه تعرض للاضطهاد بسبب إدخال الفكر الفلسفي الحديث إلى التعليم اليوناني، وتُعرَف الحادثة على نطاق واسع باسم قضية ميثوديوس. قدم أنثراكيتس مساهمة كبيرة في نمو التنوير اليوناني الحديث أثناء الاحتلال العثماني لليونان.

## الحياة
وُلِد أنثراكيتس في قرية كامينيا، أو كامنيا، في منطقة زاغوري (إبيروس). تلقى تعليمه في مدرسة جيوميوس (لاحقًا بالانيوس) في يوانينا تحت إشراف جورجيوس شوغدوريس. غادر إلى البندقية عام 1697، بعد أن أصبح كاهنًا، ودرس الفلسفة، والرياضيات، والهندسة، وعلم المثلثات، وعلم الفلك والفيزياء، واستمرت إقامته في البندقية حتى عام 1708، وكان كاهنًا في كنيسة سان جورجيو دي غريسي. ارتبط أنثراكيتس بميليتيوس تيبالدي، وهو أرثوذكسي يوناني سابق تحول إلى الكاثوليكية الرومانية، ويعيش في البندقية. حث تيبالدي أنثراكيتس على نشر ثلاثة من أعماله في مطبعة نيكولاوس غليكيس، وهي نظريات مسيحية ونصائح روحية (1699)، والزيارة الروحية (1707) وراعي الأغنام العاقلة (1708). عاد أنثراكيتس إلى اليونان في عام 1708، وأصبح أول مدير لمدرسة إيروسبودستيريون، وهي مدرسة جديدة تأسست في كاستوريا في مقدونيا بفضل دعم جورجيوس كاستريوتيس، وهو يوناني ثري من كاستوريا عاش في فالاشيا (الأفلاق). ركز أنثراكيتس على تدريس الفلسفة والرياضيات الأوروبية المعاصرة.
عاد أنثراكيتس في عام 1710 ليتولى إدارة مدرسة كيريتزي في كاستوريا، وعلّم العديد من المواد فيها، مثل الرياضيات، وعناصر إقليدس، وأُكر ثيودوسيوس، والهندسة النظرية والاستخدام العملي للأدوات الهندسية. ألقى دروسًا أيضًا في المكرومترية، وقياس الارتفاع، وقياس المساحات، وعلم تقسيم الأرض، وعلم رسم الأيقونات، وفن الرقص، والهندسة الفراغية، وقياس المساحات الكلية، وأحيانًا علم المثلثات، وعلّم أيضًا علم الفلك والأسطرلاب والجغرافيا والبصريات. كان أنثراكيتس رائدًا في مجال التعليم، وازدادت شعبيته بسرعة كبيرة. لم يكن مسار أنثراكيتس خاليًا من التحديات الفكرية، فقد شهد عام 1633 قضية جاليليو الشهيرة، والتي تمثّلت باضطهاد جاليليو جاليلي الذي تورط فيه أستاذ كوريدالوس سيزار كريمونيني، والتي تناولت رفض الاعتقاد بمركزية الشمس.
كان التعليم الكاثوليكي واليوناني على حد سواء مرتكزًا على الفلسفة الأرسطية الجديدة، والتي عُرفت في المجتمع اليوناني باسم الكوريداليسية. حاول أنثراكيتس كسر الحواجز وتعليم الفلسفة والمنطق الأوروبيين الحديثين، وحاول التركيز على التعاليم الجديدة لديكارت ومالبرانش، بينما كانت المذاهب الفلسفية الجديدة مشبوهة في جميع أنحاء أوروبا ومحظورة في بعض البلدان. استقطبت شهرة أنثراكيتس عددًا كبيرًا من الطلاب المتعطشين للمعرفة، ومن بينهم يوجينيوس فولغاريس، وسيفاستوس ليونتياديس وبالانوس فاسيلوبولوس. نشر بالانوس فاسيلوبولوس ملاحظات رياضية عن أنثراكيتس في عام 1749، واستُخدِمت في الكتب المدرسية اليونانية لسنوات طويلة. أشار أنثراكيتس، في كتابه طريق الرياضيات، الذي حرره تلميذه بالانوس فاسيلوبولوس وأعاد طباعته لاحقًا، إلى نظام مركزية الشمس الكوبرنيكي، وذلك على الرغم من دعمه لنظام مركزية الأرض.
بدأ أنثراكيتس أيضًا في إدخال اللغة المنطوقة في تعاليمه، وهذا يتناقض مع وجهة النظر السائدة في القسطنطينية، والتي تمثلت بشعور شيوخ الكنيسة بأن التقليد اليوناني يكمن في اللغة اليونانية القديمة المعقدة. استخدم أيضًا أساليب تدريس غير تقليدية، ما أثار الشكوك والريبة لدى رجال الكنيسة، وذلك يذكرنا بمحاولة جاليليو وديكارت في كسر الحواجز أيضًا. عانى أنثراكيتس أيضًا من نفس المصير الذي عانى منه معاصروه، فتورط في قضية ميثوديوس التي تشابهت مع محاكمة جاليليو بسبب قضية مركزية الشمس.
اعتُبِرَت تعاليم أنثراكيتس غير عادية، وأثارت الشك في دوائر الكنيسة حيث بدأوا في التشكيك في أساليب تدريسه في المدرسة. استقال أنثراكيتس من إيروسبودستيريون في عام 1718، وانتقل إلى سياتيستا، ثم إلى مقدونيا، حيث واصل التدريس لمدة عامين آخرين. كان مرتبطًا بمجتمع ثري قوي، ولكنهم لم يتمكنوا من مساعدته ضد الافتراء. عاد إلى كاستوريا، ومَثُلَ أمام أسقف أوخريد يوساف للدفاع عن إيمانه المسيحي في عام 1723. عاد بعد تلك الرحلة إلى يوانينا حيث أصبح مديرًا لمدرسة جيوميوس، ولكنه تعرض لعقوبة الإيقاف عن العمل الكنسي (خلع الرتبة)، وهو قرار أثار استياءً واسعًا في الأوساط العلمية بمدينة يوانينا، مما دفع العلماء فيها إلى تقديم احتجاج رسمي أمام أسقف نيكوبوليس، باييسيوس.